# Pierrot Sapu
Pour les articles homonymes, voir Pierre Favre, Favre et Sapu.
Piero Sapu, né Pierre Favre le 13 juillet 1960 à l'Hôtel Dieu de Lyon, est un chanteur de punk rock français, bénévole dans les milieux catholiques. Il est connu pour ses engagements sociaux.

## Carrière
Il chanta dans des groupes de la scène rock alternative française des années 1980-90 tels que BB Doc, Les Garçons Bouchers (d'abord comme chœur avant de devenir le chanteur principal avec François Hadji-Lazaro), Docteur Destroy et HIV et son globule. 
Pour le clip du « Rap des Garçons Bouchers », Piero Sapu apparaît comme étant le chanteur dans la vidéo alors que c'est Eric Liszt (premier chanteur du groupe) qui chante. 
À partir de 1994, il décide de quitter Paris pour vivre dans le Var afin de se rapprocher de la mère de son épouse malade du VIH, dont il est lui-même atteint depuis au moins 1988. 
En 2001, il sortit un album solo Positiv MC Sapu qui réunira derrière le nom du groupe SAPULAND, entre autres, des membres des BB Doc (Drunk, Docteur Jovial Huet et Moby Dick Rivière), son frère Vidoc et Jojo Daniel. Cet album rend hommage à sa conjointe Géraldine, décédée la même année, et d'une manière générale, à la vie. Mais Sapu y dénonce aussi plus que jamais les inégalités sociales existantes. L'album sera enregistré au studio BMT du Pré Saint-Gervais.
Cet album solo comporte de multiples reprises anglo-saxonnes chantées en français (dont certaines ont été réécrites), ainsi : « Red Red Wine » de Neil Diamond, « 99 Luftballons » de Nena, « Dirty Old Town » de Ewan MacColl, « In The Neighborhood » de Tom Waits, « Territorial Pissings » de Nirvana…
À la suite du décès de sa conjointe, il ressent le besoin de se mettre au service de personnes en difficulté. En recherche de sens, il revient vers l'Église qu'il a boycottée de nombreuses années. À partir de là, il décide de s'engager au Secours catholique, où il est bénévole à temps plein.
Malgré les demandes en ce sens, pour lui, la page BB Doc est définitivement tournée et ce groupe mythique ne renaîtra plus. 
Après un hiatus musical de plusieurs années, depuis 2014, il rejoint le collectif varois La Parole des Sans Voix où, avec son groupe de rock les Sans Voix, il partage humblement ses talents au service de personnes à qui on ne donne pas souvent la parole.
Un album Remets-moi du ketchup ! sort en 2017 diffusé sur Internet.
Dans la chanson « Chez Rascal Et Ronan » de Pigalle, François Hadji-Lazaro parle de Pierrot Sapu : « Je disais encore à Pierrot Sapu ; ce qui a été n’est plus, ça pue ».
Lors de l'hommage collectif (Clarika, Sanseverino, Pigalle, Garçons Bouchers, Antonio Chao, Les Garces Embouchées..) consacré lors la fête de l'Humanité 2023 à François Hadji-Lazaro (décédé le 25 février 2023), Pierre Favre remonte sur scène après 26 ans d'absence. Il y livre un concert puissant et émouvant devant une fosse grisée.

## Discographie

### Albums avec les Garçons Bouchers
- 1989 : Un concert des Garçons Bouchers (en tant que Chœurs 1 seulement)
- 1989 : Du Beaujolais (single)
- 1990 : On a mal vieilli
- 1992 : Vacarmélite ou la nonne bruyante
- 1992 : Ma Grand-mère est une rockeuse (pour un titre : "Où sont mes amants ?" d'après Fréhel)
- 1995 : Ecoute, petit frère !

### Album avec Docteur Destroy
- 1989: Santé !
- 1995 : Vive la Vie !

### Albums avec BB Doc
- 1986 : Gaffe à nos burnes
- 1989 : Jazz
- 1989 : Concert à la Boucherie (pour un titre : "Attila Dzarro le terrible")
- 1992 : Désintégraal
- 1992 : Ma Grand-mère est une rockeuse (pour un titre : "Ohé ! Les Copains")
- 1997 : Rage de Raison

### Album avec SAPULAND
- 2001 : Positiv MC Sapu

### Album avec les Sans Voix
- 2015 : cd 5 titres Tous vivants !
- 2017: Remets-moi du ketchup !
- 2021: Sans à l'heure